# Brasil en los Juegos Paralímpicos de Londres 2012
Brasil estuvo representado en los Juegos Paralímpicos de Londres 2012 por un total de 178 deportistas, 110 hombres y 68 mujeres.

## Medallistas
El equipo paralímpico brasileño obtuvo las siguientes medallas:
| Nombre | Deporte                    | Evento                        |
| --- | -------------------------- | ----------------------------- |
| Oro |                            |                               |
| Terezinha Guilhermina | Atletismo                  | 100 m T11 femenino            |
| Terezinha Guilhermina | Atletismo                  | 200 m T11 femenino            |
| Shirlene Coelho | Atletismo                  | Jabalina F37/38 femenino      |
| Felipe Gomes | Atletismo                  | 200 m T11 masculino           |
| Alan Oliveira | Atletismo                  | 200 m T44 masculino           |
| Yohansson Nascimento | Atletismo                  | 200 m T46 masculino           |
| Tito Sena | Atletismo                  | Maratón T46 masculino         |
| Maciel Santos | Bochas                     | Individual BC2 mixto          |
| Dirceu Pinto | Bochas                     | Individual BC4 mixto          |
| Eliseu dos Santos Dirceu Pinto | Bochas                     | Dobles BC4 mixto              |
| Jovane Guissone | Esgrima en silla de ruedas | Espada individual B masculino |
| Marcos Felipe Raimundo Nonato Jeferson da Conceição Gledson Barros Severino Silva Emerson de Carvalho Cássio Reis Ricardo Alves Daniel Dantas da Silva Fábio Luiz | Fútbol 5                   | Torneo masculino              |
| Daniel Dias | Natación                   | 50 m espalda S5 masculino     |
| Daniel Dias | Natación                   | 50 m mariposa S5 masculino    |
| Daniel Dias | Natación                   | 100 m braza SB4 masculino     |
| Daniel Dias | Natación                   | 50 m libre S5 masculino       |
| Daniel Dias | Natación                   | 100 m libre S5 masculino      |
| Daniel Dias | Natación                   | 200 m libre S5 masculino      |
| André Brasil | Natación                   | 50 m libre S10 masculino      |
| André Brasil | Natación                   | 100 m libre S10 masculino     |
| André Brasil | Natación                   | 100 m mariposa S10 masculino  |
| Plata |                            |                               |
| Jerusa Santos | Atletismo                  | 100 m T11 femenino            |
| Jerusa Santos | Atletismo                  | 200 m T11 femenino            |
| Lucas Prado | Atletismo                  | 100 m T11 masculino           |
| Daniel Silva | Atletismo                  | 200 m T11 masculino           |
| Lucas Prado | Atletismo                  | 400 m T11 masculino           |
| Yohansson Nascimento | Atletismo                  | 400 m T46 masculino           |
| Odair Santos | Atletismo                  | 1500 m T11 masculino          |
| Claudiney Batista | Atletismo                  | Jabalina F57/58 masculino     |
| Alexsander Celente José Roberto de Oliveira Romário Marques Leandro Moreno Leomon Moreno Filippe Silvestre                                                        | Golbol                     | Torneo masculino              |
| Edênia Garcia | Natación                   | 50 m espalda S4 femenino      |
| André Brasil | Natación                   | 100 m espalda S10 masculino   |
| André Brasil | Natación                   | 200 m estilos SM10 masculino  |
| Phelipe Rodrigues | Natación                   | 100 m libre S10 masculino     |
| Lúcia Teixeira | Yudo                       | –57 kg femenino               |
| Bronce |                            |                               |
| Jhulia dos Santos | Atletismo                  | 100 m T11 femenino            |
| Felipe Gomes | Atletismo                  | 100 m T11 masculino           |
| Jonathan Santos | Atletismo                  | Disco F40 masculino           |
| Eliseu dos Santos | Bochas                     | Individual BC4 mixto          |
| Joana Neves | Natación                   | 50 m mariposa S5 femenino     |
| Michele Ferreira | Yudo                       | –52 kg femenino               |
| Daniele Bernardes | Yudo                       | –63 kg femenino               |
| Antônio Tenório | Yudo                       | –100 kg masculino             |